# لوا رکا (صربستان)
لوا رکا (به صربی: Leva Reka) یک منطقهٔ مسکونی در صربستان است که در ناحیه پچینیا واقع شده‌است. لوا رکا ۸۰ نفر جمعیت دارد.